# Tullio Altamura
Tullio Altamura (Bologna, 18 luglio 1924 – ...) è stato un attore italiano.

## Biografia
Dopo il liceo, durante il quale è stato animatore della radio interna dell'istituto, si è dedicato dapprima alla recitazione da dilettante e successivamente, a partire dal 1954 ha intrapreso la carriera di attore partecipando ad alcuni film e a qualche carosello pubblicitario. Nel 1961 ha esordito anche in teatro recitando in Sacco e Vanzetti, accanto a Gian Maria Volonté, Ivo Garrani e Giancarlo Sbragia.
Ha preso parte a diversi sceneggiati televisivi, tra i quali Diario di un maestro di Vittorio De Seta, L'isola del tesoro e Ottocento, entrambe per la regia di Anton Giulio Majano.
Al cinema (dove spesso ha utilizzato lo pseudonimo Tor Altmayer) ha preso parte a numerosi film, tra i quali Labbra rosse di Giuseppe Bennati, La lunga notte del '43 di Florestano Vancini e Libera, amore mio... di Mauro Bolognini.
Come doppiatore, è stato attivo per la SAS negli anni 60-80. 

## Filmografia

### Cinema
- Il cardinale Lambertini, regia di Giorgio Pàstina (1954)
- Il conte Aquila, regia di Guido Salvini (1955)
- Audace colpo dei soliti ignoti, regia di Nanni Loy (1959) - non accreditato
- Seddok, l'erede di Satana, regia di Anton Giulio Majano (1960)
- La lunga notte del '43, regia di Florestano Vancini (1960)
- Labbra rosse, regia di Giuseppe Bennati (1960)
- I pirati della costa, regia di Domenico Paolella (1960)
- Madri pericolose, regia di Domenico Paolella (1960)
- I Teddy boys della canzone, regia di Domenico Paolella (1960)
- Il terrore dei mari, regia di Domenico Paolella (1961)
- Maciste nella terra dei ciclopi, regia di Antonio Leonviola (1961)
- Una spada nell'ombra, regia di Luigi Capuano (1961)
- Il segreto dello Sparviero Nero, regia di Domenico Paolella (1961)
- Ercole alla conquista di Atlantide, regia di Vittorio Cottafavi (1961)
- Le avventure di Mary Read, regia di Umberto Lenzi (1961)
- Duello nella Sila, regia di Umberto Lenzi (1962)
- I tre nemici, regia di Giorgio Simonelli (1962)
- Zorro alla corte di Spagna, regia di Luigi Capuano (1962)
- Le prigioniere dell'isola del diavolo, regia di Domenico Paolella (1962)
- Il colpo segreto di d'Artagnan, regia di Siro Marcellini (1962)
- Ursus gladiatore ribelle, regia di Domenico Paolella (1962)
- Caterina di Russia, regia di Umberto Lenzi (1963)
- L'invincibile cavaliere mascherato, regia di Umberto Lenzi (1963)
- I magnifici tre, regia di Giorgio Simonelli (1963)
- Sansone contro i pirati, regia di Tanio Boccia (1963)
- Golia e il cavaliere mascherato, regia di Piero Pierotti (1963)
- Maciste contro i Mongoli, regia di Domenico Paolella (1963)
- Coriolano, eroe senza patria, regia di Giorgio Ferroni (1964)
- Maciste nell'inferno di Gengis Khan, regia di Domenico Paolella (1964)
- Ercole contro Roma, regia di Piero Pierotti (1964)
- I marziani hanno 12 mani, regia di Castellano e Pipolo (1964)
- Il colosso di Roma, regia di Giorgio Ferroni (1964)
- Il leone di Tebe, regia di Giorgio Ferroni (1964)
- Il vendicatore di Kansas City, regia di Agustín Navarro (1964)
- La sfinge sorride prima di morire - Stop Londra, regia di Duccio Tessari (1964)
- Ercole contro i tiranni di Babilonia, regia di Domenico Paolella (1964)
- I due pericoli pubblici, regia di Lucio Fulci (1964) - non accreditato
- La rivincita di Ivanhoe, regia di Tanio Boccia (1965)
- Gli eroi di Fort Worth, regia di Alberto De Martino (1965)
- Un dollaro bucato, regia di Giorgio Ferroni (1965)
- Agente S03 operazione Atlantide, regia di Domenico Paolella (1965)
- Le sedicenni, regia di Luigi Petrini (1965)
- Le notti della violenza, regia di Roberto Mauri (1965)
- Upperseven, l'uomo da uccidere, regia di Alberto De Martino (1966)
- Adulterio all'italiana, regia di Pasquale Festa Campanile (1966) - non accreditato
- Le spie amano i fiori, regia di Umberto Lenzi (1966)
- Missione apocalisse, regia di Guido Malatesta (1966)
- Rififí ad Amsterdam, regia di Sergio Grieco (1966)
- I nostri mariti, regia di Luigi Filippo D'Amico, Dino Risi e Luigi Zampa (1966) - (episodio: Il marito di Roberta)
- Un milione di dollari per 7 assassini, regia di Umberto Lenzi (1966)
- A.D3 operazione squalo bianco, regia di Filippo Walter Ratti (1966)
- Il raggio infernale, regia di Gianfranco Baldanello (1967)
- Dick Smart 2.007, regia di Franco Prosperi (1967)
- Wanted, regia di Giorgio Ferroni (1967)
- La notte pazza del conigliaccio, regia di Alfredo Angeli (1967)
- Il tempo degli avvoltoi, regia di Nando Cicero (1967)
- Assalto al tesoro di stato, regia di Piero Pierotti (1967)
- Marinai in coperta, regia di Bruno Corbucci (1967)
- Fai in fretta ad uccidermi... ho freddo!, regia di Francesco Maselli (1967)
- L'uomo del colpo perfetto, regia di Aldo Florio (1967)
- Il ragazzo che sapeva amare, regia di Enzo Dell'Aquila (1967)
- Delitto a Posillipo, regia di Renato Parravicini (1967)
- Samoa, regina della giungla, regia di Guido Malatesta (1968)
- La morte non ha sesso, regia di Massimo Dallamano (1968)
- Il figlio di Aquila Nera, regia di Guido Malatesta (1968)
- La pecora nera, regia di Luciano Salce (1968)
- Zorro alla corte d'Inghilterra, regia di Franco Montemurro (1969)
- Un corpo caldo per l'inferno, regia di Franco Montemurro (1969)
- Agguato sul Bosforo, regia di Luigi Batzella (1969) - non accreditato
- Sono Sartana, il vostro becchino, regia di Giuliano Carnimeo (1969)
- Le calde notti di Poppea, regia di Guido Malatesta (1969)
- Il segreto dei soldati di argilla, regia di Luigi Vanzi (1970)
- Libera, amore mio!, regia di Mauro Bolognini (1975)
- Bachi da seta, regia di Gilberto Visintin (1988)

### Televisione
- Orgoglio e pregiudizio, regia di Daniele D'Anza - miniserie TV (1957)
- L'isola del tesoro, regia di Anton Giulio Majano - miniserie TV (1959)
- I figli di Medea, regia di Anton Giulio Majano - film TV (1959)
- Ottocento, regia di Anton Giulio Majano - miniserie TV (1959)
- I masnadieri, regia di Anton Giulio Majano - miniserie TV (1959)
- Giallo club - Invito al poliziesco - programma TV (1960)
- Diario di un maestro, regia di Vittorio De Seta - miniserie TV (1973)
- Qui squadra mobile - serie TV, episodio 1x02 (1973)

## Doppiaggio

### Film
- Carlo Pisacane in Da uomo a uomo
- Big John Hamilton ne I due invincibili
- James Ure in Anna dei mille giorni
- John Tate in 23 pugnali per Cesare
- John Kelly in Chisum
- Arthur Lowe in Oscar insanguinato
- Paul Fix in La stella di latta
- Luigi Zerbinati in Trio infernale
- Roland Curver in Artigli
- Bill Walker in Ultimi bagliori di un crepuscolo
- Ramazan Akboga in Insegnami ad uccidere

### Film d'animazione
- Saggio della montagna e Senatore romano in Le dodici fatiche di Asterix

### Televisione
- Derek Farr in Riccardo III
- David Browning in Misura per misura

## Doppiatori
- Bruno Persa in Ercole contro Roma, Ercole contro i tiranni di Babilonia, Un dollaro bucato, Delitto a Posillipo, Samoa, regina della giungla, Il figlio di Aquila Nera, Un corpo caldo per l’inferno
- Nino Dal Fabbro in I tre nemici, Ursus gladiatore ribelle
- Renato Turi in L’invincibile cavaliere mascherato, Sansone contro i pirati
- Gino Baghetti in Coriolano, eroe senza patria, Rififí ad Amsterdam
- Giorgio Capecchi in Seddok, l’eroe di Satana
- Arturo Dominici in Labbra rosse
- Nando Gazzolo in Le avventure di Mary Read
- Luigi Pavese in Duello nella Sila
- Gualtiero De Angelis in Caterina di Russia
- Sergio Tedesco in Golia e il cavaliere mascherato
- Giampiero Albertini in Maciste nell’inferno di Genghis Khan
- Gianfranco Bellini in La rivincita di Ivanhoe
- Carlo Romano in Un milione di dollari per 7 assassini
- Manlio Busoni in Assalto al tesoro di stato
- Silvano Tranquilli in La morte non ha sesso
- Roberto Bertea in Zorro alla corte d’Inghilterra
- Roberto Villa in Sono Sartana, il vostro becchino